# 克雷西會戰
克雷西會戰（英語：Battle of Crécy），是英法百年戰爭中的英国三大捷战之一，發生於1346年8月26日，英軍以英格蘭長弓與下馬披甲战士大破法軍重騎兵與弩兵。

## 背景
1337年，英法百年戰爭爆發。1340年6月23日英格蘭贏得斯鲁伊斯海战，並且獲得多佛海峽的控制權。之後，英格蘭國王愛德華三世企圖藉道法蘭德斯入侵法國，但由於財政上的困難，加上同盟間的不穩定，使得愛德華三世無力持續作戰。1340年10月30日，愛德華回到了英格蘭。1346年7月，為了支援法蘭德斯和布列塔尼處境危險的盟軍，愛德華三世率部從樸次茅斯出發，渡海抵達法國北岸。在一個月左右的時間內，他穿過法國西北部地區，來到低地國家背後。法王腓力六世率領的軍隊比英軍強大的多，正緊緊的追趕著前面的敵人。愛德華三世於8月24日在布朗什塔克淺灘突破法軍的防守，經過兩日後抵達克雷西周邊進行布陣。

## 兵力配置
雙方的兵力對比相當的懸殊。當時的法軍兵力大約30,000至40,000名重騎兵，並且僱用六千名左右的熱那亞十字弓手傭兵，而英軍只有約7000名長弓兵、五千名騎士。
由於英軍明白他們在數量上處於劣勢，故愛德華三世精心地佈置了戰場，希望將自己在兵力上的劣勢，能夠配合地形而安排的陣形予以補足。他將其部隊平均的分成了三個部分。右翼部隊部署在靠近克雷西的地方，並且有一條河流作爲其屏障；左翼部隊則布陣於瓦迪庫而特村的前方，有樹林和步兵挖掘的防禦工事作爲掩護；右翼則由黑太子愛德華率領；至於愛德華三世則率軍親自坐陣中央。整個布陣情況呈現出一個指向東面的倒V字型陣式。而在每個部分的中央，則是由大約一千名騎士所組成的方陣。

## 戰鬥過程
擺陣完畢後，愛德華騎馬緩行視察部隊，鼓勵人員努力作戰。他們奉命吃午餐，當吃飽休息完之後，再列成陣勢，大家坐在地上，將頭盔和弓弩放在前面，所以，當法軍到達前，部隊士兵們的體力和精神都很飽滿。
8月26日下午6時左右，法軍排成冗长的一路行軍縱隊到達了戰場。沒有任何的偵察和警戒就亂哄哄的開始進攻。腓力六世當時還想將部隊集結一下再發動攻擊。於是將十字弩手調到了前面。但是那些妄自尊大、目空一切的法軍騎士們，卻不聽從指揮命令，在弩兵行動後不久就開始進攻。
此時，熱那亞十字弩手紀律嚴明，他們排成了整齊的隊伍，在距離150碼的地方停了下來，開始向英軍進行射擊。但是，由於英軍位於一個坡地上，同時由於十字弩本身的問題，導致多數的箭都沒有射中目標，對英軍來說可以說是毫髮無傷。於是，熱那亞的十字弩手們又再次向前移動，打算將距離再拉近些。此時，英軍的長弓手開始發射弓箭。
英軍的長弓兵射出鋪天蓋地的箭雨，使得熱那亞十字弩手無法承受，紛紛向後潰散。但後方的法軍騎兵卻已經等的不耐煩。他們衝上前去，並與熱那亞弓十字弩手發生自相踐踏，形成一片混亂。法軍接下來長達幾小時的戰鬥中，不斷進行一次又一次的衝鋒、突擊，但每一次都被英軍的長弓兵、步兵與騎兵化解，皆以失敗收場。戰役結束前，法王腓力六世雖然還有部隊，但是這些七零八落且一身疲憊的散兵，已經不可能挽回敗局。

## 戰局結果
8月27日上午，愛德華准許他的部隊解散去搜括法軍死者身上的財物。山坡下躺著無數的法軍屍體。在山下的屍體中有1,524位勳爵和騎士、約15,000名左右的騎兵、十字弩兵和步兵的屍體。這時候英軍才發現被殺的人當中，包含波希米亞國王约翰一世、洛林公爵、法蘭德斯以下的十位伯爵。同時還有成千上萬匹的馬做了陪葬。而英軍則傷亡約數百人左右。

## 影響
克雷西戰役中，英格蘭長弓發揮了重要作用。英軍擊敗了約3倍於自己的敵人，得到相當大的勝利。英國人取勝的關鍵其實是讓下馬作戰的騎兵，與弓箭兵互相掩護，與騎在馬上的騎兵緊密結合，從而把投射兵器的殺傷力、防御的耐久力與機動突擊性靈活的結合起來。
而克雷西戰役後，英軍更加穩固地控制著加萊，一直到1558年為止，其間長達二百多年之久。

## 資料來源
1. ↑  Sumption（1990年），第526页